# Хелидром
Хелидром је посебна категорија аеродрома намењена за безбедно базирање, вожење, полетање и слетање хеликоптера. Један хелидром мора да има све елементе као и аеродром стом разликом што поред полетно-слетне стазе, посебно има и одређен број слетишта.
Према Конвенцији за међународни цивилну авијацију ICAO, (Анекс 14 - део II – Хелидроми, Чикашке конвенције хелидроми се деле на;
- хелидроме за јавни ваздушни саобраћај (разврставају се у 3 категорије А, Б. Ц),
- хелидроме за обучавање летачког особља
- хелидроме за потребе појединих структура управа и организација (хелидроми за властите потребе).

## Маневарске површине хелидрома
Начелно један хелидром поседује следећу инфраструктуру;
- полетно-слетну стазу (ПСС),
- слетишта или простор, познат као хелипад,
- објекте, уређаје и опрему за руковођење летењем,
- места и објекате за специјалне потребе.

### Полетно-слетна стаза
Полетно-слетна стаза на хелидрому има сва обележја као на осталим аеродромима.
Полетно-слетну стазу хеликоптери користе за полетање са залетом и слетање са протрчавањем.

### Слетишта
Слетишта су одређене површине на земљи димензије два пречника главног ротора хеликоптера. У централном делу слетишта уређена је платформа величине 10х15 метара на коју хеликоптер пристаје. Удаљеност између два суседна слетишта мора бити најмање 50 метара. Нагиб земљишта на слетиштима не сме бити већи од 5°, а подлога слетишта мора бити чврста, без препрека у околини, а растиње мора бити ниже од висине репног ротора.
У грађевинском погледу слетишта се деле на;
- слетишта са вештачком подлогом, од бетона, асфалта, челика,
- слетишта са природном подлогом; травнате, земљане или водене површине, угажени снег,
- слетишта на пловним објектима (бродови, носачи авиона, платформе).

Слетишта су намењена за вертикално полетање и слетање хеликоптера, увежбавање лебдења са ношењем и без ношења спољњег терета и паркирање. Полетање са слетишта може бити вертикално (обухвата краће лебдење изнад земље са преласком у прогресивни лет) или са залетом (код преоптерећеног хеликоптера или у циљу обуке), а условљено је величином летелишта, препрекама око њега, атмосферскиим услова и укупном тежином хеликоптера.
На сваком аеродрому, без обзира на категорију, где базирају и друге врсте ваздухоплова, одређују се слетишта кружног облика која са обавезно означавају ознаком  у средини. Слетишта се могу, по истом принципу (са ознаком  у средини, уредити и ван аеродрома и хелидрома (у болницама, на пословним зградама, скијалиштима, аутодромима, индустријским и другим пословним објектима...).
Такође слетишта могу бити лоцирана и на пловним објектима разне намене (путнички, теретни и ратни бродови, носачи авиона, платформе за експлоатацију нафте на мору...). У ваздухопловно-техничком погледу ова слетишта имају све карактеристике земаљских, изузев процедуре слетања која је за пилоте нешто специфичнија него на земаљским слетиштима и хелидромима.

### Места и објекати за специјалне потребе.
Други уобичајени делови хелидрома су хангари, простори за гориво, објекти за пријем путника и особља као и други објекти специфичне намене.
Као и аеродроми хелидроми се размештају у близини насеља, с тим да се они, због мањег потребног простора, могу лоцирати и ближе градским насељима. А слетишта се могу лоцирати и у већим градским агломерацијама (градско језгро, комплекси хотела и сл.). Велики и важни објекти, попут великих државних комплекса, великих луксузних хотела или великих регионалних болница, могу имати слетишта и на њиховом крову.

## Галерија
- Хелидром са природном подлогом
- Хелидром са вештачком подлогом
- Хелидром на носачу хеликоптера
- Слетиште Градске болнице у Москви
- Слетиште ван зоне аеродрома
- Приказ слетишта опремљеног за слетање при слабој видљивости и ноћу.
- Слетиште на пловном објекту
- Слетиште на хидродрому